# Union sportive Mios-Biganos Handball
Actualités
L'Union sportive Mios-Biganos Handball est un club français de handball basé à Mios et à Biganos, deux villes du bassin d'Arcachon en Gironde. L'équipe première féminine évolue en N1F pour la saison 2023-2024.

## Historique et Palmarès

### Les premières années
Le club est fondé en 1970 par Roger Mayonnade qui rester président du club jusqu’en 2015.
Sous l’impulsion de l’entraineur Dominique Mayonnade, le fils de Roger et Pierrette, le club est champion de Championnat de France de deuxième division en 1994 mais s'incline lors des barrages d'accession face à Besançon et doit rester dans cette division. Ce n'est que partie remise puisque le club est de nouveau champion en 1995 et accède cette-fois à la première division.

### Dans l'élite
Le club parvient à se maintenir dans l'élite française mais est relégué au terme de la saison 2000-2001. Après deux saisons en 2002, le club remonte en D1 dès 2003. 
Il s'associe alors avec la ville voisine de Biganos pour former l'US Mios-Biganos. Le club familial de Mios dispose de peu de financement durant cette période en comparaison de clubs « poids lourds » comme Le Havre et Metz. Aussi sous l’impulsion de la famille Mayonnade et l’aide sans faille de nombreux bénévoles, le « Festival international de Mios, de danses, de musiques et art du monde » permet de constituer une part importante du budget nécessaire pour évoluer en D1. Le festival s’arrête en 2013 après 19 éditions. Il a attiré certaines années 30 000 visiteurs.
Mais en 2005 Dominique Mayonnade, alors secondé par Dominique Labarbe, décède brutalement. Après l’intérim de Gilles Baron, Emmanuel Mayonnade, neveu de Dominique, prend en charge la D1 en 2006. Il devient ainsi, à 23 ans le plus jeune entraineur de D1. Il est à ce moment secondé par son père Gérard Mayonnade.

### Les grandes heures
En 2009, Mios crée la surprise en remportant la coupe de France face à Metz après avoir battu Mérignac en demi-finale.
Deux ans plus tard, en 2011, l’équipe de Manu Mayonnade remporte la coupe d'Europe Challenge : en quart de finale, Mios se qualifie en battant le club macédonien du RK Žito Prilep sur le score cumulé de 69 à 42 (41-23 à l'aller à domicile et 28-19 au retour à l'extérieur). En demi-finale, Mios se qualifie en battant leurs compatriotes du HBC Nîmes sur le score cumulé de 61 à 55 (défaite 27-28 à l'aller à domicile mais victoire 34 à 27 au retour à Nîmes). En finale, Mios remporte le match aller à domicile 31 à 26 face au club turc de Muratpaşa BSK puis s'impose en Turquie d'un but 30 à 29.
Pour la saison 2011-2012, le bilan lors de la saison régulière est de 8 victoires, 2 nuls et 8 défaites. Le club est qualifié pour les playoffs où il s'incline face au club d'Arvor 29 avec deux défaites 28 à 24 et 29 à 24. En Coupe de l'EHF, Mios s'impose en 32e de finale face au club suisse de TV Zofingen, 42-16 et 43 à 26. Mios est éliminé lors du tour suivant par un autre club français, Nîmes : après un nul 27 partout, Mios perd 24 à 28 la seconde rencontre. Le club atteint également la finale de la Coupe de la Ligue.
Pour la saison 2012-2013, le club se qualifie à nouveau pour les play-offs grâce à sa 6e place lors de la saison régulière. Mios se qualifie pour les demi-finales en éliminant le HBC Nîmes mais est ensuite battu par le CJF Fleury Loiret Handball (25-25 et 18-24).

### La fusion avec Bègles et le dépôt de bilan
En 2013, l'équipe première fusionne avec le CA Béglais (D2F) à la fin de la saison pour former le nouveau club de l'Union Mios Biganos-Bègles. En septembre 2015, le club change de nom afin d'intégrer Bordeaux et devient l'Union Bègles Bordeaux-Mios Biganos mais dépose le bilan en novembre 2015 et ne termine pas le championnat.

### Le retour dans les niveaux inférieurs
L’équipe réserve, qui vient d'accéder à la Nationale 2, devient alors l’équipe première. 
En 2017, aidée notamment par d'anciennes joueuses de D1 comme Laure Lewille ou Myriam Borg-Korfanty, l'US Mios-Biganos termine première de sa poule de Nationale 2 et est ainsi promue en Nationale 1

## Palmarès
- Coupe de France (1)
  - vainqueur : 2009
  - finaliste : 2006

- Coupe Challenge (1)
  - vainqueur :  2011

- Coupe de la Ligue
  - finaliste : 2012

- Championnat de France de Division 2 (2)
  - champion : 1994 (non promu), 1995

### Parcours détaillé
| Saison    | Div. | Rang                                                                    | Commentaire                                                             |
| --------- | ---- | ----------------------------------------------------------------------- | ----------------------------------------------------------------------- |
| 1993-1994 | D2   | 1er                                                                     | Champion de D2 mais défait en barrages d'accession et non promu         |
| 1994-1995 | D2   | 1er                                                                     | Champion de D2 et montée en D1                                          |
| 1995-1996 | D1   | 8e                                                                      | -                                                                       |
| 1996-1997 | D1   | 4e                                                                      | Qualifié en Coupe des Villes (C4)                                       |
| 1997-1998 | D1   | 5 à 8e                                                                  | -                                                                       |
| 1998-1999 | D1   | 7e                                                                      | -                                                                       |
| 1999-2000 | D1   | 7e                                                                      | -                                                                       |
| 2000-2001 | D1   | 12e                                                                     | Descente en D2                                                          |
| 2001-2002 | D2   | 8e                                                                      | -                                                                       |
| 2002-2003 | D2   | 2e                                                                      | Remontée en D1                                                          |
| 2003-2004 | D1   | 8e                                                                      | -                                                                       |
| 2004-2005 | D1   | 11e                                                                     | Repêché et reste en D1.                                                 |
| 2005-2006 | D1   | 6e                                                                      | Finaliste de la coupe de France                                         |
| 2006-2007 | D1   | 3e                                                                      | Meilleur résultat du club                                               |
| 2007-2008 | D1   | 7e                                                                      | -                                                                       |
| 2008-2009 | D1   | 5e                                                                      | Vainqueur de la coupe de France                                         |
| 2010-2011 | D1   | 4e                                                                      | Vainqueur de la coupe Challenge (C4)                                    |
| 2011-2012 | D1   | 5e                                                                      | Finaliste de la Coupe de la Ligue                                       |
| 2012-2013 | D1   | 4e                                                                      |                                                                         |
| 2013-2014 | D1   | 5e                                                                      | Fusion avec Bègles en Union Mios Biganos-Bègles                         |
| 2014-2015 | D1   | 8e                                                                      | Vainqueur de la coupe Challenge (C4)                                    |
| 2015-2016 | D1   | Novembre 2015 : dépôt de bilan de l'Union Bègles Bordeaux-Mios Biganos. | Novembre 2015 : dépôt de bilan de l'Union Bègles Bordeaux-Mios Biganos. |
| 2015-2016 | N2   | 7e de la Poule 1                                                        | L'équipe réserve redevient l'équipe 1.                                  |
| 2016-2017 | N2   | 1er de la Poule 1                                                       | Premier de la Poule 1 et promu en Nationale 1                           |
| 2017-2018 | N1   | 11e de la Poule 1                                                       | -                                                                       |
| 2018-2019 | N1   | 6e de la Poule 1                                                        | -                                                                       |
| 2019-2020 | N1   | 2e de la Poule 1                                                        | Compétition arrêtée due à la pandémie COVID-19                          |
| 2020-2021 | N1   | 1er de la Poule 2                                                       | Compétition arrêtée due à la pandémie COVID-19                          |
| 2021-2022 | N1   | 2e de la Poule 1                                                        |                                                                         |
| 2022-2023 | N1   | 2e de la Poule 1                                                        |                                                                         |

## Personnalités liées au club

### Joueuses
- Paule Baudouin
- Myriam Borg-Korfanty
- Sabrina Ciavatti-Boukili
- Véronique Démonière
- Audrey Deroin
- Alice Durand
- Ivana Filipović
- Julie Foggea
- Mireya González
- Maria Iacob
- Aurèle Itoua-Atsono
- Isabelle Jongenelen
- Stella Joseph-Mathieu
- Léontine Kibamba
- Iveta Luzumová
- Marion Maubon
- Mayara Moura
- Estelle Nze Minko
- Edina Őri
- Agata Szukiełowicz-Genes
- Maureen Zuccaro

### Dirigeants
- Roger Mayonnade, fondateur et président jusqu'en 2015
- Dominique Mayonnade, entraîneur de ? à 2005
- Emmanuel Mayonnade, entraîneur de 2006 à 2013